# كركينات
الكركينات (الاسم العلمي: Gruoidea) هي فصيلة عليا من الطيور يتبع رتبة الكركيات من طبقة زقزاقيات الشكل          .	

## فصائل
- الكركية (الاسم العلمي:Gruidae)
- الواقات الغراء (الاسم العلمي:Aramidae)

## أجناس
- الكركي